# Feliks Kaczmarski
Feliks Kaczmarski (ur. 18 listopada 1925, zm. 29 czerwca 2009) – polski fotografik.
Urodził się w Piotrowicach. Był jednym z pierwszych osadników po II Wojnie Światowej w mieście Kamienna Góra, po przesiedleniu niemieckiej społeczności. W latach 1945–1982 pracował jako racjonalizator w firmie „DOFAMA”. Jego życiową pasją było fotografowanie. Początkowo jako amator, a od 1963 r. już jako tytułowany czeladnik uwieczniał na fotografiach wszystkie najważniejsze wydarzenia w mieście. 26 października 2006 r. został Honorowym Obywatelem Miasta Kamienna Góra. Często organizował wystawy fotograficzne w Muzeum Tkactwa w Kamiennej Górze. Posiadał liczne zbiory aparatów fotograficznych wiodących producentów. Zmarł w wieku 84 lat.
Zdjęcia Feliksa Kaczmarskiego ukazują Kamienną Górę (woj. Dolnośląskie) na przestrzeni kilkudziesięciu lat. Przypominają o ludziach, których nie spotkamy już na ulicach tego miasta. Przedstawiają miejsca, które uległy przeobrażeniom w wyniku przebudowy, lub zniknęły wraz z upływającym czasem. Ukazują życie lokalnej społeczności, we wszystkich jego przejawach: śluby, komunie oraz imprezy kulturalne.
Feliks Kaczmarski został pochowany na cmentarzu komunalnym przy ulicy Katowickiej w Kamiennej Górze (Sektor E4-2-2).